# Maurine Ricour
Maurine Ricour (* 27. September 1991) ist eine belgische Duathletin und Triathletin.

## Werdegang
Im Juli 2022 gewann Maurine Ricour in den USA das Duathlon-Rennen bei den World Games und sie holte sich die Silbermedaille im Staffelrennen.

Im September wurde sie in Bilbao Dritte bei der Europameisterschaft Duathlon.
Im März 2023 wurde die 31-Jährige in Italien Vize-Europameisterin Duathlon.

## Auszeichnungen
- Belgian Multisport Athlete of the Year, 2022[5]

## Sportliche Erfolge
| Datum/Jahr    | Rang | Wettbewerb                                 | Austragungsort | Zeit     | Bemerkung                                      |
| ------------- | ---- | ------------------------------------------ | -------------- | -------- | ---------------------------------------------- |
| 29. Apr. 2023 | 8    | ITU Duathlon World Championships           | Ibiza          | 01:00:24 | 5 km Laufen, 20 km Radfahren und 2,5 km Laufen |
| 18. März 2023 | 2    | ETU Duathlon European Championships        | Caorle         | 00:54:44 | Europameisterschaft Duathlon                   |
| 17. Sep. 2022 | 3    | ETU Duathlon European Championships        | Bilbao         | 00:54:08 | Europameisterschaft Duathlon                   |
| 17. Juli 2022 | 2    | World Games (Mixed Relay)                  | Birmingham     | 01:19:25 | gemischte Staffel, mit Arnaud Dely             |
| 16. Juli 2022 | 1    | World Games                                | Birmingham     | 02:01:38 |                                                |
| 15. Sep. 2019 | 2    | BEL Sprint Duathlon National Championships | Herentals      | 01:01:48 | Vize-Staatsmeisterin hinter Jolien Vermeylen   |

| Datum/Jahr    | Rang | Wettbewerb                                           | Austragungsort | Zeit     | Bemerkung              |
| ------------- | ---- | ---------------------------------------------------- | -------------- | -------- | ---------------------- |
| 19. Juni 2019 | 4    | BEL Middle Distance Triathlon National Championships | Geraardsbergen | 04:41:32 | hinter Sara Van De Vel |

(DNF – Did Not Finish)